# Hansjörg Weißbrich

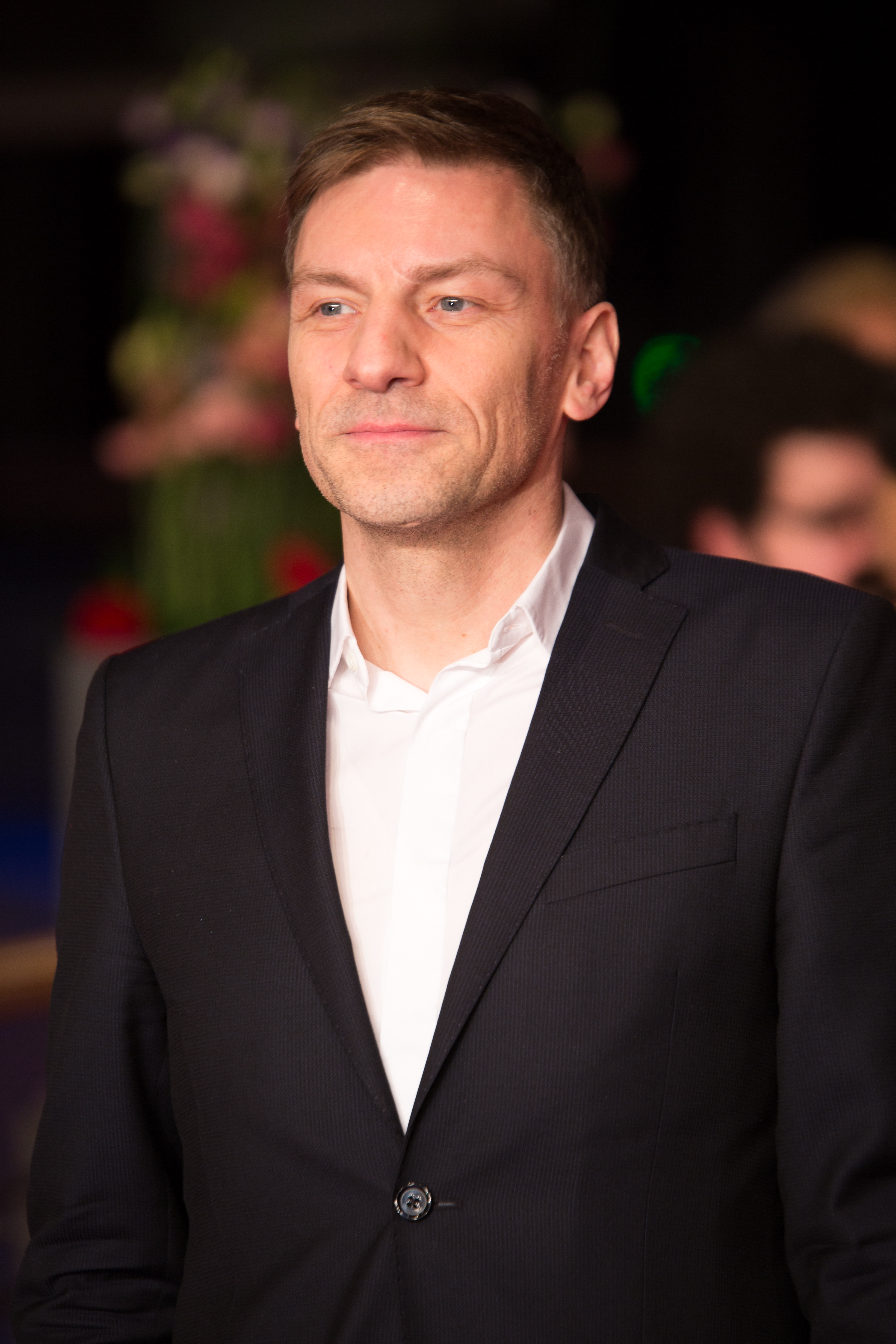
Hansjörg Weißbrich auf der Berlinale 2018

Hansjörg Weißbrich (* 6. Februar 1967 in Siegen) ist ein deutscher Filmeditor.

## Leben und Werk
Weißbrich wuchs im Ortsteil Hofolpe in der Gemeinde Kirchhundem auf. Nach dem Abitur studierte er Musik, Französisch sowie Theater-, Film- und Fernsehwissenschaften in Dortmund und Bochum. Nach ein paar Schnittassistenzen wird die Kinoproduktion Nach Fünf im Urwald (1995) sein erster Langfilm als eigenständiger Editor; seitdem war er bei fast allen Filmen von Regisseur Hans-Christian Schmid für die Montage verantwortlich.
Für seine Arbeit am Film Frauen lügen besser erhielt Weißbrich 2000 den Deutschen Fernsehpreis. Zehn Jahre später erhielt er für seine Arbeit an dem Spielfilm Sturm (2010) den Deutschen Filmpreis. Eine weitere Nominierung folgte 2011 für die Arbeit an Andres Veiels Spielfilmdebüt Wer wenn nicht wir. 2014 wurde Hansjörg Weißbrich erneut mit dem Deutschen Filmpreis für den besten Schnitt ausgezeichnet für den Film Zwei Leben des Regisseurs Georg Maas. Im gleichen Jahr erhielt er den Deutschen Kamerapreis für Traumland.
Hansjörg Weißbrich ist Mitglied der Deutschen Filmakademie und wurde 2018 in die Academy of Motion Picture Arts and Sciences berufen, die jährlich die Oscars vergibt. Außerdem ist er Mitglied im Bundesverband Filmschnitt Editor e. V. (BFS).

## Filmografie (Auswahl)
- 1995: Nach Fünf im Urwald
- 1995: Palumbina – Eine Trivialromanze
- 1996: Prélude
- 1996: Workaholic
- 1997: Weihnachtsfieber
- 1998: 2 Männer, 2 Frauen – 4 Probleme!?
- 1998: Eine ungehorsame Frau (Fernsehfilm)
- 1998: 23 – Nichts ist so wie es scheint
- 1999: Musical Man
- 1999: Pain au chocolat – Chocolate Pain
- 1999: S. geht rund
- 1999: Südsee, eigene Insel
- 1999: Unschuldige Biester
- 2000: Crazy
- 2000: Quiero ser (Kurzfilm)
- 2000: Einer geht noch
- 2000: Frauen lügen besser (Fernsehfilm)
- 2001: Was tun, wenn’s brennt?
- 2001: Ein göttlicher Job
- 2002: Bibi Blocksberg
- 2002: Himmelreich auf Erden (Fernsehfilm)
- 2003: Lichter
- 2003: Soloalbum
- 2003: Tor zum Himmel
- 2004: Schatten der Zeit
- 2004: Sommersturm
- 2005: NVA
- 2006: Requiem
- 2006: Der Liebeswunsch
- 2007: Trade – Willkommen in Amerika (Trade)
- 2007: Sieben Tage Sonntag
- 2008: Krabat
- 2009: Sturm
- 2010: Morgen das Leben
- 2011: Wer wenn nicht wir
- 2011: Hotel Lux
- 2011: Was bleibt
- 2012: Zwei Leben
- 2012: Nachtzug nach Lissabon (Night Train to Lisbon)
- 2012: Freedom Bus
- 2012: Zum Geburtstag
- 2013: Traumland
- 2013: Master of the Universe
- 2013: Der letzte Mentsch
- 2013: Coming In
- 2015: Francofonia
- 2015: Colonia Dignidad – Es gibt kein Zurück (Colonia)
- 2016: Vor der Morgenröte
- 2017: Die göttliche Ordnung
- 2017: Eleanor & Colette (55 Steps)
- 2018: 3 Tage in Quiberon
- 2019: Die Agentin (The Operative)
- 2019: 7500
- 2019: Das Vorspiel
- 2019: Auerhaus (Film)
- 2020: Exil
- 2020: Unorthodox (Miniserie, 4 Episoden)
- 2020: Enfant Terrible
- 2020: Rivale
- 2021: Ich bin dein Mensch
- 2021: Endlich Witwer – Forever Young
- 2022: Mehr denn je (Plus que jamais)
- 2022: Nicht ganz koscher
- 2022: She Said
- 2022: Wir sind dann wohl die Angehörigen
- 2023: Ingeborg Bachmann – Reise in die Wüste
- 2023: Adiós Buenos Aires
- 2024: We Were Dangerous
- 2024: Die Herrlichkeit des Lebens
- 2024: September 5 – The Day Terror Went Live
- 2025: Zikaden
- 2025: Heldin
- 2025: Das Verschwinden des Josef Mengele

## Auszeichnungen
- 2000: Deutscher Fernsehpreis in der Kategorie Bester Schnitt für Frauen lügen besser
- 2002: Deutscher Kamerapreis in der Kategorie Szenischer Schnitt für Was tun, wenn’s brennt?
- 2003: Filmplus Schnitt-Preis in der Kategorie Spielfilm für Lichter
- 2004: Preis der deutschen Filmkritik in der Kategorie Bester Schnitt für Lichter
- 2006: Deutscher Kamerapreis in der Kategorie Schnitt Kinospielfilm für NVA
- 2006: Filmplus Schnitt-Preis in der Kategorie Schnitt Preis Spielfilm für Requiem
- 2007: Filmplus Schnitt-Preis in der Kategorie Schnitt Preis Spielfilm für Der Liebeswunsch
- 2009: Preis der deutschen Filmkritik in der Kategorie Bester Schnitt für Sturm
- 2010: Deutscher Filmpreis in der Kategorie Bester Schnitt für Sturm
- 2014: Deutscher Filmpreis in der Kategorie Bester Schnitt für Zwei Leben
- 2014: Deutscher Kamerapreis in der Kategorie Szenischer Schnitt für Traumland
- 2025: Deutscher Filmpreis in der Kategorie Bester Schnitt für September 5